# 기분전환용약물
기분전환용약물이란 사람의 기분을 좋게하기 위해 먹는 약물을 가리키는 단어이다. 마약으로 분류되는 약물 중에 하나이다.

## 설명
기분전환용약물의 사용은 쾌락이나 다른 가벼운 목적 또는 오락을 위해 의식 상태의 변화를 유도하기 위해 하나 이상의 향정신성약물을 사용하는 것이다. 향정신성약물이 사용자의 몸에 들어가면 취하게 하는 효과를 유발한다. 기분전환용약물은 일반적으로 중추신경억제제(이완과 평온감을 유발하는 약물이다.), 각성제(에너지와 각성을 유발하는 약물이다.), 환각제(환각과 같은 지각 왜곡을 유발하는 약물이다.)의 세 가지 범주로 나뉜다. 대중적인 관행에서 기분전환용약물 사용은 일반적으로 자가 치료의 의학적 상태로 인식되기보다는 사회적 행동으로 용인된다. 그러나 마약 사용과 마약 중독은 전세계 어디에서나 심각한 오명을 씌우고 있다. 많은 사람들이 오피오이드, 아편제, 벤조디아제핀과 같은 처방 및 조절된 억제제를 사용한다. 일반적으로 소지하는 것이 불법으로 간주되는 규제 물질은 국가마다 다르지만 일반적으로 대마초, 코카인, 오피오이드, 메틸렌디옥시메스암페타민, 암페타민, 메스암페타민, 환각제, 벤조디아제핀 및 바르비투르산계가 모두 포함된다. 2015년을 기준으로 볼 때에는 전세계적으로 15세에서 65세 사이의 사람들 중에 약 5%(1억 5,800만 명에서 3억 5,100만 명)가 적어도 한번 이상 규제약물을 사용한 것으로 추정된다. 일반적인 레크리에이션 약물에는 커피, 차, 청량 음료 및 초콜릿에서 일반적으로 발견되는 카페인이 포함된다. 맥주, 와인, 칵테일 및 증류주에서 흔히 발견되는 알코올, 담배, 담배 기반 제품 및 전자 담배에서 일반적으로 발견되는 니코틴, 대마초 및 하시시(소지의 합법성은 국가내외적으로 각각 다르다.) 및 유엔(UN)의 마약에 관한 단일 협약(1961) 및 향정신성물질에 관한 협약(1971)에서 규제 약물로 나열된 규제 물질이다.  2000년대 초반부터 유럽 연합(EU)은 유럽 인구 사이에서 기분 전환용 약물 사용 및 남용의 확산을 방지하고 유럽 연합의 모든 회원국에서 약물의 부작용에 대한 대중의 인식을 제고하기 위해 약물 정책의 일환으로 여러 가지 포괄적이고 다학제적인 전략을 개발했으며 유럽 법 집행 기관과 공동 노력을 기울였다. 유로폴(Europol)과 메틸렌디옥시메스암페타민과 같은 조직범죄와 유럽의 불법 마약 거래에 대응하기 위한 것이다.

## 같이 보기
- 약물
- 마약